# Aranyszarv-öböl

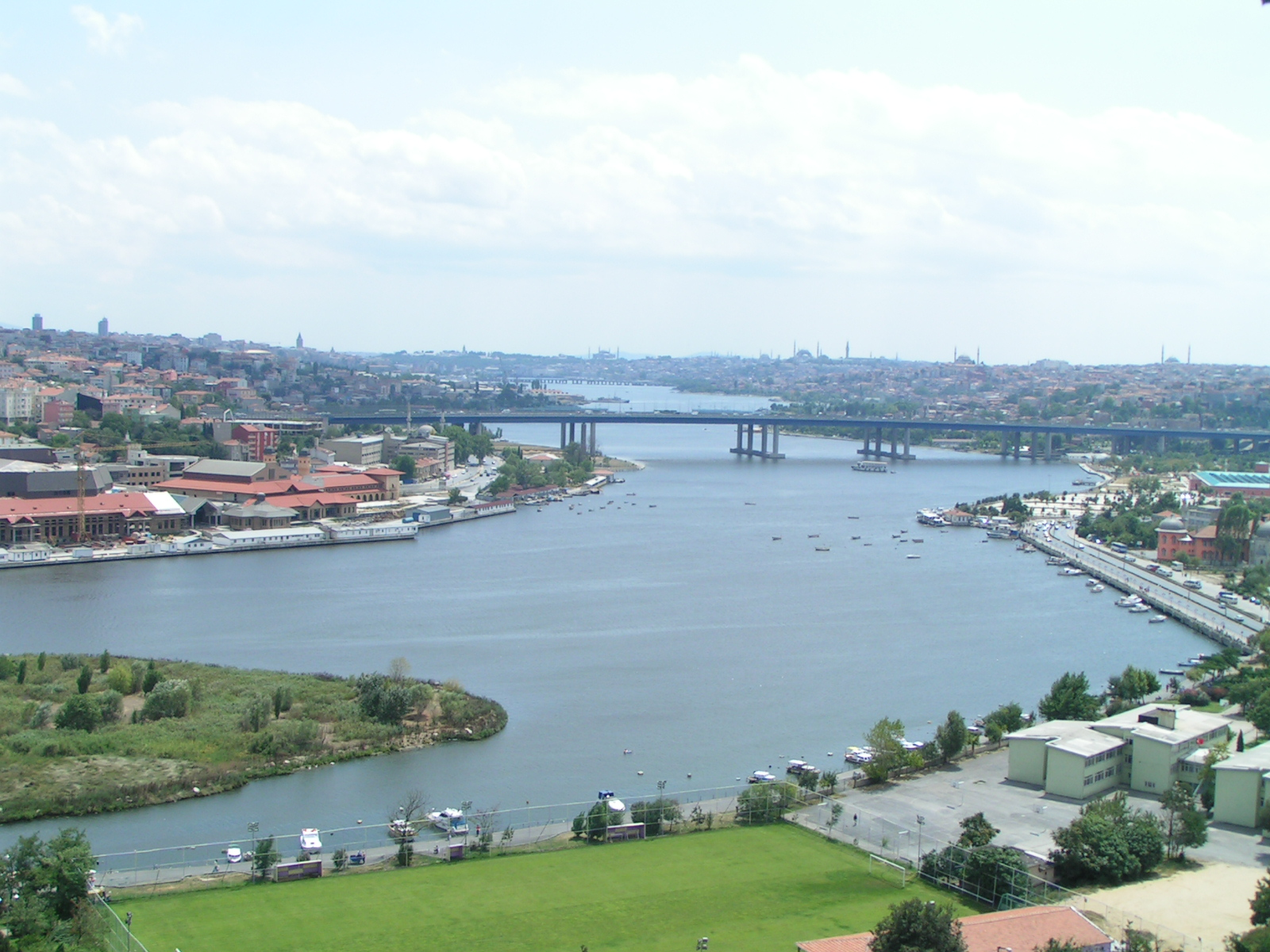
Kilátás az Aranyszarv-öbölre

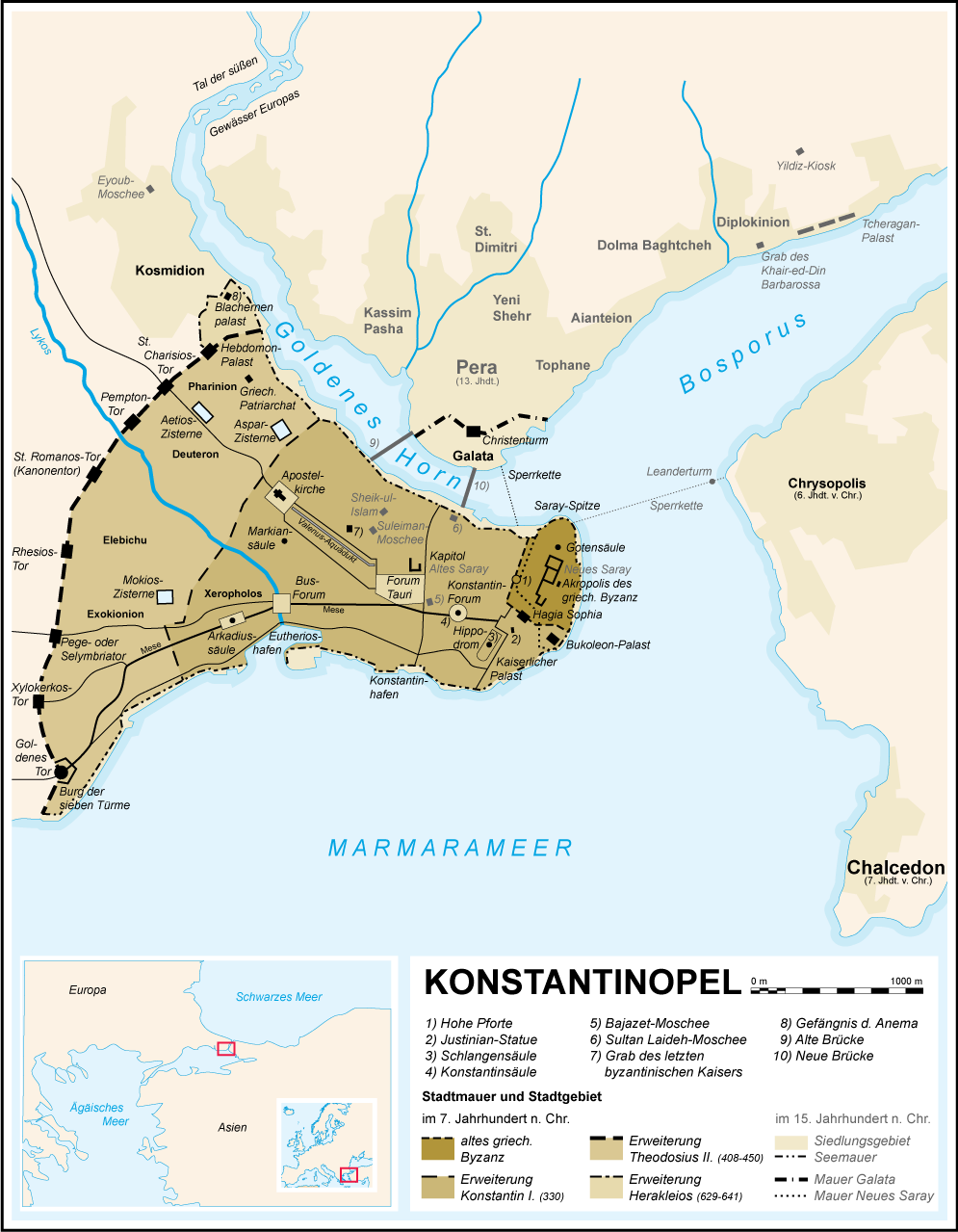
Térkép az öbölről a késő ókor és középkori állapot szerint

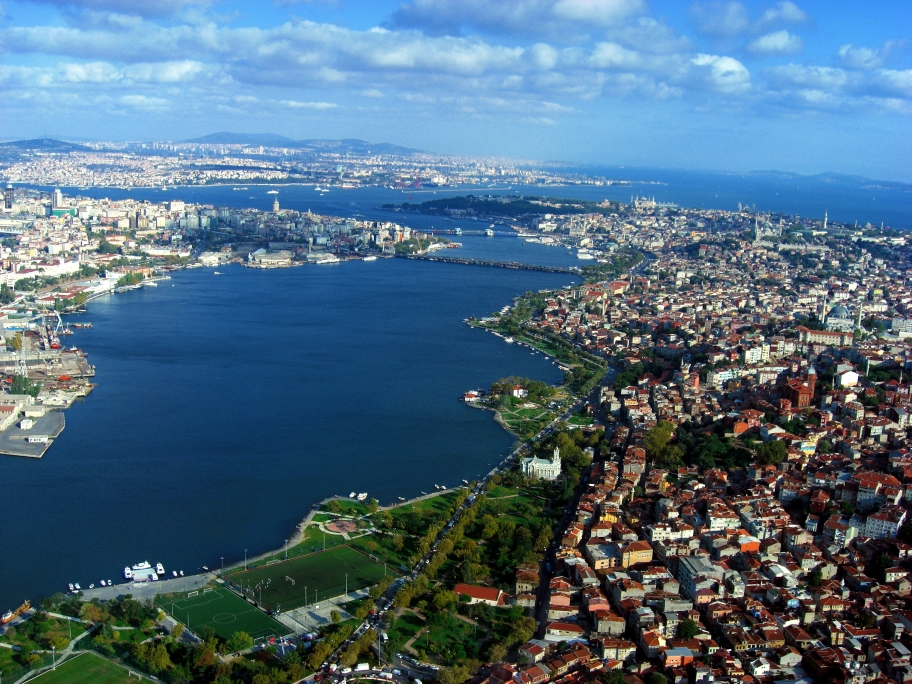
Kilátás délkeletre az Aranyszarv-öbölre

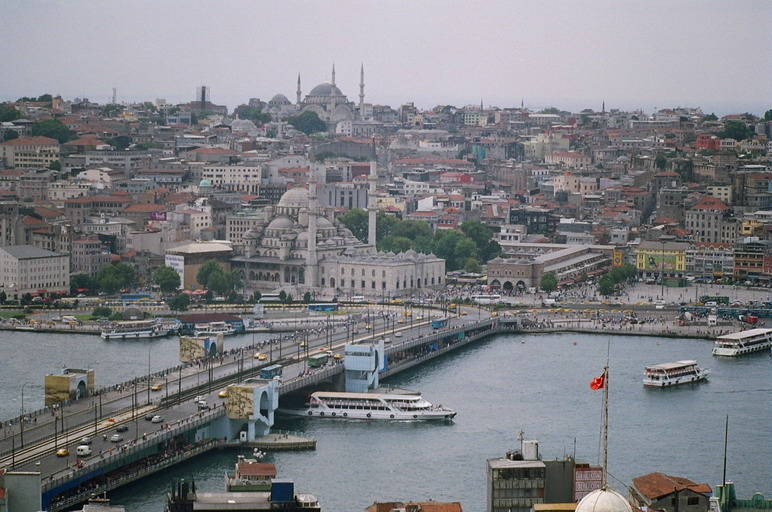
A Galata híd az Aranyszarv-öblön

Az Aranyszarv-öböl (törökül Haliç, görögül Khrysokeras vagy Chrysoceras vagy Χρυσοκερας) egy tölcsértorkolat Isztambulban (Törökország), mely kettéválasztja a várost.
A torkolatot Alibeyköj szuju (Barbyzes) és a Kiathane szuju (Cydaris) összefolyása alakította ki. A két folyó, összefolyásánál, csakugyan szarv alakú. A görög rege szerint: Io, Juno papnője szerelmi viszonyban élvén Jupiterrel, hogy a féltékeny istennő bosszúja ellen védve legyen, Jupiter által fehér tehénné változott át, de Juno által űzőbe vétetett. Űzetésében e vidéken is megfordult, átkelt a konstantinápolyi tengerszoroson, mely azóta Boszporusz (tehén átjáró) nevet nyert. E helyen, hol a két folyó összefoly szülte Io Kerezat, ki anyja jeleit, a tehénszarvakat homlokán viselte. Ugyancsak itt szülte Kereza Neptuntól Byzaszt, ki Szemisztria által felneveltetvén Barbyzesztől nyert oktatást.
A Márvány-tengerrel egy félszigetet alkot, melyen az ókori görögök telepedtek meg és megalapították Bizáncot. Az öböl egy mély, természetes kikötő, a Bizánci Birodalom flottája is itt állomásozott már. Az öböl bejáratát egy zárólánccal biztosították nem várt betolakodók ellen. A lánc a félszigeten felépült Konstantinápolyt kötötte össze az öböl északi oldalán lévő Galata erőddel. A lánc azonban nem mindig segített, néha megkerülték vagy egyszerűen átvágták (lásd például Konstantinápoly eleste)
Bár Leonardo da Vinci már 1502-ben tervezett egy 240 m hosszú hidat az öböl fölé, az első állandó híd csak 1836-ban épült fel. A mai felnyitható Galata híd (Galata Köprüsü) 1994-ben készült el nagyjából az első állandó híd helyén. Az öblön mára már két másik híd is átível.
Az 1980-as évekig az öbölbe tisztítatlan ipari szennyvizet vezettek.
Az öböl áthajózása ma népszerű turistaprogram.